# 刘伯正
刘伯正（12世纪—1253年），字直卿，饶州余干县（今江西省余干县西北）人，南宋政治人物，宋理宗时参知政事。

## 生平
宋宁宗开禧元年（1205年）进士。调任太平主簿、通判枣阳军，征召为荆湘制置司机宜、两湖转运司主管公事。历任三监主簿、枢密院编修、兵部郎官、监察御史。官至左司谏，上疏建议因为兵员渐广、粮饷艰难，请备军食、去积弊、察计吏、饬边备、安流民、防奸盗。重点强调当务之急有三：整顿边备、安抚流民、提防奸盗。宋理宗赞同他的观点，升他担任右正言。以华文阁待制出知广州兼广东经略安抚使。入朝为礼部侍郎兼中书舍人。宋理宗淳祐四年（1244年）刘伯正担任签书枢密院事兼权参知政事。不久，拜参知政事，旋即被弹劾罢职，致仕，宝祐元年（1253年）卒。赠正奉大夫、加少保。

## 延伸阅读
[在维基数据编辑]
 《宋史·卷419》，出自脱脱《宋史》